# Claudia Liliana González
Claudia Liliana Gonzalez Aragón (Cali; 4 de julio de 1969) es una actriz colombiana.

## Carrera
Estudió Arquitectura, pero se decidió por la actuación después de tomar algunos talleres mientras estaba en la universidad. Realizó la carrera de Arte Dramático en la Escuela Nacional de Arte Dramático (ENAD) entre 1990 y 1994, desempeñando durante sus estudios pequeños roles en televisión hasta 1994, cuando actuó como Daniela Reyes en la exitosa telenovela Café con aroma de mujer de RCN Televisión. Después de casarse, suspendió brevemente su carrera,  pero retornó en 1998 con Producciones PUNCH en la telenovela Amores como el Nuestro.
En el 2009, es la capitana Lina Vargas en la telenovela Bermúdez de Caracol Televisión, y presenta el programa Deco Art en el canal de cable Utilísima.
Entre 2010 y 2013, hace un receso en su trabajo artístico para tomar talleres de escritura con Robert McKee y Mauricio Navas, entre otros.  
En 2014, retoma la actuación con la película El Paseo 3 y el seriado Mujeres al Límite.

## Filmografía

### Televisión
| Año       | Título                  | Personaje                  | Canal              |
| --------- | ----------------------- | -------------------------- | ------------------ |
| 2021      | Enfermeras              | Clemencia                  | RCN Televisión     |
| 2016-2017 | La ley del corazón      | Sra de Ramírez             | RCN Televisión     |
| 2016      | Hilos de Sangre Azul    | Juanita Urrutia            | RCN Televisión     |
| 2014      | El chivo                | N/d                        | UniMas             |
| 2010-2014 | Mujeres al límite       | Varios episodios           | Caracol Televisión |
| 2010      | Decisiones extremas     | Doris Ep: Silencio de niña | Telemundo          |
| 2009      | Bermúdez                | Capitán Lina Vargas        | Caracol Televisión |
| 2007-2008 | Pocholo                 | Francisca "Pachita" García | Caracol Televisión |
| 2006-2008 | La hija del mariachi    | Claudia                    | RCN Televisión     |
| 2006-2007 | La ex                   | Verónica Pardo             | Caracol Televisión |
| 2002-2004 | Pecados capitales       | Teresa Salinas             | Caracol Televisión |
| 2001-2002 | Luzbel está de visita   | María Eugenia Santacruz    | Caracol Televisión |
| 2000-2001 | Padres e hijos          | Laura                      | Caracol Televisión |
| 1999      | Marido y mujer          | Ana Martha                 | Caracol Televisión |
| 1998-1999 | Amores como el Nuestro  | Lina Marcela de Restrepo   | Canal Uno          |
| 1995      | Cazados                 | Victoria "Vicky"           | Canal A            |
| 1994-1995 | Café con aroma de mujer | Daniela Reyes              | Canal A            |
| 1994      | Lazos mortales          | N/d                        | Cadena Uno         |
| 1993      | Solo una mujer          | Matilde                    | Cadena Uno         |

## Cine
| Año  | Título                  | Personaje | Dirección                |
| ---- | ----------------------- | --------- | ------------------------ |
| 2014 | Uno al año no hace daño | Yolanda   | Dago García Producciones |
| 2013 | El paseo 3              | Claudia   | Dago García Producciones |

## Teatro
- La casita del placer

## Premios

### Premios TVyNovelas
| Año  | Categoría               | Trabajo                  | Resultado |
| ---- | ----------------------- | ------------------------ | --------- |
| 1995 | Mejor Actriz Revelación | Café, con aroma de mujer | Ganadora  |

### Premios India Catalina
| Año  | Categoría                               | Telenovela o Serie       | Resultado |
| ---- | --------------------------------------- | ------------------------ | --------- |
| 1995 | Mejor actriz o actor revelación del año | Café, con aroma de mujer | Nominada  |